# Malarija
Malarija (tal. male aria - loš zrak) je zarazna bolest
uzrokovana protistima roda lat. Plasmodium. Od malarije, je prema procjeni SZO, tijekom 2010. oboljelo oko 216 milijuna ljudi, a umrlo oko 655 000 od kojih je značajan dio bio djece u dobi do pet godina. Bolest se javlja u pravilu u tropskim krajevima, preciznije u subsaharskoj Africi, koja broji 85% ovih nesreća. Zarazu ovim uzročnikom prenose ženski komarci roda lat. Anopheles, koji svojom slinom unose uzročnik u krvožilni sustav čovjeka. 

## Uzročnik
Malarija je uzrokovana protozoanskim parazitom iz roda Plasmodium, kojeg prenosi komarac Anopheles. Kod čovjeka malariju uzrokuju P. falciparum, P. malariae, P. ovale, P. vivax i P. knowlesi. Plasmodium falciparum je najčešći uzročnik i najčešće uzrokuje smrt. 

### Životni ciklus
Komarci roda Anopheles su primarni domaćini uzročnika, te imaju ulogu vektora (prijenosnika zaraze) na ljude i druge kralježnjake, sekundarne domaćine. Mladi komarci hraneći se krvlju zaraženih kralježnjaka probavljaju gametocite uzročnika. U probavnom sustavu komarca gamete se difereciraju u muške i ženske te se spajaju ookinete, koje se probijaju iz probavnog sustava komarca te formiraju oociste u stijenci probavnog sustava. Kada oociste rupturira iz nje izlaze sporozite i kroz komarčevo tijelo migriraju u žlijezde slinovnice komaraca. Prilikom sljedećeg hranjenja komarca, sporozoite, zajedno sa slinom uzlaze u krvotok. Uzročnici se mogu prenesti i transfuzijom krvi, što je vrlo rijetko.

### Rekurentna malarija
Malarija nakon liječenja se javlja zbog tri razloga. Do ponovnog javljanja bolesti može doći zbog neadekvatnog liječenja, zbog reinfekcije novim ugrizom komarca. Relaps bolesti karakterizira P. vivax i P. ovale, koji se nakon nestanka iz krvi, ponovno pojave iz latentnih parazita u jetri.

## Patogeneza
Infekcija malarijom odvija se u dvije faze. Prva jetrena egzoeritrocitna faza, te eritrocitna faza. Kada sporozoiti uzročnika malarije dospiju u krvotok, dospiju do jetre, gdje ulaze u hepatocite i u njima se aseksulano razmnožavaju. Bolest je kroz tih 8-30 dana najčešće asimptomatska. Kod P. vivax i P. ovale jetrena faza može latentno trajati i do 1,5-3 godine. Kod P. vivax merozoite prelaze u hipnozoite koje u hepatocitima miruju nekoliko mjeseci (6-12 tipično) pa do tri godine. U jetrenim stanicama nastaju brojne merozoite koje nakon raspadanja stanica jetre ulaze u eritrocite. U eritrocitima paraziti se ponovno aseksulano razmnožavaju. Poprimaju oblik prstena, zatim rastu u ameboidni oblik iz kojeg nastaju shizonti s 8 fo 24 merozoita svaki. Oni ponovno izlaze iz stanica te ulaze u nove eritrocite. Takvim valovima periodične masovne invazije novih eritrocita, značjano se povećava količina uzročnika, dok se klinički prati porast tjelesne temperature. Dio parazita u eritrocitima prelazi u spolne gametocite koji nakon što komarac popije krv, u komarčevom probavnom sustavu započinju novi ciklus.
U stanicama jetre i eritrocitima parazit je dobro zaštićen od imunološkog odgovora. Zaražene eritrocite ipak uklanja slezena. P. falciparum na eritrocitima izražava adhezivne proteine zbog čega se lijepi na malim krvnim žilama i uzrokuje začepljenje mikrovaskulature. 
Oštečenje jetre uzrokovano malarijom je rijetko i obično posljedica već postojeće bolesti jetre (nrp. virusni hepatitis, alkoholna bolest jetre). 

## Dijagnoza
Na bolest se uglavnom posumnja na temelju epidemiološke anamneze (boravak u krajevima gdje je prisutna bolest), simptoma bolest. Za dijagnozu bolesti koristi se mikroskopski pregled krvi (razma periferne krvi ili gusta kap). Razvijeni su i brzi dijagnostički testovi na bazi antigena. 
Malarija se prema SZO klasificira kao nekomplicirana ili kao teška. U slučaju da je prisutan jedan od sljedećih kriterija bolest je teška, a ako nije onda je nekomplicirana:
- Kliničke značajke:
  - promjena stanja svijesti
  - prostracije - značajna opća slabost (osobe ne može hodati, sjediti)
  - nemogućnost hranjenja
  - višestruke konvulzije - dva ili više napada
  - duboko disanje (acidotično disanje)
  - cirkulatorni kolaps ili šok, niski art. krvni tlak (hipotenzija) - manje od 70mmHg kod odraslih ili manje od 50mmHg kod djece
  - žutica uz dokaz disfunkcije nekog drugog vitalnog organa
  - hemoglobinurija
  - spontano krvarenje
  - plućni edem (radiološki)
- Laboratorijske značajke:
  - hipoglikemija (glukoza u krvi manje od 2,2 mmol/L)
  - metabolička acidoza (bikarbonati u plazmi < 15 mmol/L)
  - teška normocitna anemija (Hb < 5 g/dl)
  - hemoglobinurija
  - hiperparazitemija (> 2%/100 000/μL
  - hiperlaktatemija (laktati u krvi > 5 mmol/L)
  - oštećenje bubrega (serumski kreatinin > 265 μmol/L

## Liječenje
Iako je malarija danas uspješno izliječiva, ona je još uvijek veliki problem u svijetu, posebno u siromašnim zemljama gdje je dobavljivost antimalaričnih lijekova mala. Još uvijek se intenzivno istražuje moguće cjepivo protiv malarije.

### Prevencija
Metode za prevenciju malarije uključuju lijekove (profilaksa), eradikaciju komaraca i prevenciju uboda komaraca. Prisutnost malarije u određenom području zahtjeva kombinaciju nekoliko faktora, guste naseljenosti čovjeka, brojne populacije komaraca i visokog stupnja prijenosa s komaraca na ljude i s ljudi na komarce. Slabljenje jedne od karika dovodi do nestanka bolesti.  
Uklanjanje prijenosnika bolesti postiglo se je isušivanjem močvarnih područja, boljim sanitarnim uvjetima, te insekticidima. Mjere su bile uspješne uz značajan ekološki učinak. Određeni učinak postiže se i mrežama protiv komaraca na krevetima, kako se komarci roda Anopheles hrane noću.
Profilaksa lijekovima (kemoprofilaksa) mjera je koja se odnosi na osobe koji putuju u endemska područja malarije. Obično se lijekovi (klorokin, meflokin) uzimaju dva tjedna prije odlaska, te se nastavljaju do šest tjedana po povratku iz ugroženog područja.

### Lijekovi
Medikamentozno liječenje ovisi o težini bolesti. Nekomplicirana malarija liječi se peroralnim uzimanjem kombinacije dva ili više antimalarijska lijeka (antimalarici - npr. kinin, sulfadoksin-pirimetamin, doksiciklin, klindamicin). Najučinkovitije su kombinacije s artemizininom. 
Teška malarija se liječi parenteralnim pripravcima antimalarika uz suportivne mjere u jednicima intenzivnog liječenja, zbog potrebe nadzora vitalnih funkcija. 
Većina oboljelih ako se adekvatno liječi potpuno se oporavi. Teška malarija može brzo napredovati i uzrokovati smrt u nekoliko sata ili dana. Najteži oblici bolesti, liječeni u najboljim centrima imaju smrtnost do 20%.

## U Hrvatskoj
Poznati biolog Robert Koch otkrio je da se malarija može uspješno spriječiti isušivanjem močvara, prirodnog staništa komarca prijenosnika malarije, te je na taj način uspješno liječio malariju u Brijunskom arhipelagu, nakon čega su istom metodom njemački liječnici nastavili iskorijenivati malariju u Istri.
Neretvanski kraj u davna vremena mnogo je patio zbog malarije, koja je bila česta. Alberto Fortis zapisao je težak i nezdrav život ovog kraja kad ga je posjetio 1772. godine. Zbog ondašnjih učestalih haranja malarije nastala je izreka Neretvo od Boga prokleta. Raširenost bolesti je ostavila traga u nazivlju i u puku i u medicinskim krugovima, jer ju se nazivalo neretvanska bolest. Zapanjujuća je svijest tamošnjeg pučanstva: Fortis je zapisao da mu je jedan Neretvanin rekao da groznica od koje masovno stradaju dolazi od uboda komaraca te stoga svaki stanovnik ima mali šator kojim se štiti od uboda komaraca. To znači da su u neretvanskom kraju otkrili prijenosnika barem 126 godine od međunarodno službenog "otkrića" u Indiji 1898. godine.

## Povijest
Malarija je prisutna kod ljudi preko 50 000 godina. Prvi zapisi o povremenim epidemijama groznice potječu iz drevne Kine 2700 godina prije nove ere. Smatra se da je malarija zaslužna i za pad moći rimskog carstva, gdje je znana kao rimska groznica. Močvarni dijelovi južne Italije vrlo su pogodni za širenje bolesti. U Europi i Sj. Americi bolest je bila dosta rasprostranjen do 20.st. Tijekom Drugog svjetskog rata malarije je bila glavna zdravstvena prijetnja američkim vojnicima na pacifičkom bojištu te se smatra da je oko 500 000 zaraženo, a prema nekim izvorima 60 000 američkih vojnika na afričkom i južnopacifičkom bojištu je preminulo od bolesti. 
Za svoje otkriće uzročnika malarije, francuski vojni liječnik Charles Louis Alphonse Laveran dobio je Nobelovu nagradu za fiziologiju 1907. Britanac Sir Ronald Ross također je dobio Nobelovu nagradu (1902.) za opis životnih ciklusa parazita malarije koji se razvijaju unutar komaraca-prijenosnika.
Prvi učinkoviti lijek protiv malarije koristili su lokalni stanovnici u Peruu, koji su priređivali tinkturu iz kore drveta lat. Cinchona koja je sadržavala kinin. Isusovci su primijetili učinkovitost terapije, te su je tijekom 1640-ih uveli u Europu, gdje je bila ubrzo općeprihvaćena. Tek su 1820. francuski kemičari Pierre Joseph Pelletier i Joseph Bienaimé Caventou, otkrili i izolirali aktivni sastojak kinin iz kore. Tijekom 1940-ih klorokin je zamijenio kinin. Tijekom 1970-ih kineska znanstvenica Tu Youyou, otkrila je artemizinin, koji je u kombinaciji s drugima antimalaricima,  postao preporučeni lijek.